# KIF2A
KIF2A (Kinesin-like protein KIF2A en anglais) est une protéine encodée chez l’homme par le gène KIF2A situé sur le chromosome 5 humain.